# Flying Wheel
Ein Flying Wheel ist ein Fahrgeschäftsmodell der Firma Metallbau Emmeln, welches eine Kombination von Gyro-Tower und Riesenrad darstellt. Es besteht aus einem 13,5 Meter hohen Turm an dem zwei an Riesenräder erinnernde Gondelträger, mit jeweils drei Gondeln für vier bis sechs Personen, hoch- und wieder heruntergelassen werden. Während der Fahrt drehen sich sowohl die Riesenräder als auch der Turm.
Da Flying Wheels keine schnellfahrenden Fahrgeschäfte sind, werden die Passagiere in den Gondeln nicht durch Rückhaltesysteme gesichert, die Fahrt ist aber schneller als in einem Riesenrad oder Gyro-Tower.
Flying Wheels wurden bisher nur in stationärer Ausführung realisiert.
Die erste Auslieferung und gleichzeitig auch der Prototyp erhielt das Toverland im niederländischen Sevenum unter dem ehemaligen Typen-Namen Twist & Turn, bis der Typ jedoch in Flying Wheel umbenannt wurde.

## Auslieferungen
| Name              | Freizeitpark                 | Eröffnung     | Geschlossen | Land                   |
| ----------------- | ---------------------------- | ------------- | ----------- | ---------------------- |
| Märchenturm       | Schwaben Park                | 2008          | 2024        | Deutschland            |
| Wirbelbaum        | Toverland                    | 2004          |             | Niederlande            |
| Giraffenturm      | Jaderpark                    | 2010          |             | Deutschland            |
| Jumbo Helix       | Yerevan Park                 | 2021          |             | Armenien               |
| Tour de gué       | Cobac Parc                   | 2010          |             | Frankreich             |
| Windy Castle Ride | Paultons Park                | 2011          |             | Vereinigtes Königreich |
| POTZI-Blick       | Potts Park                   | 2006          |             | Deutschland            |
| Cigopanoramique   | Cigoland                     | -             |             | Frankreich             |
| Storchenturm      | Tier- und Freizeitpark Thüle | 2010          |             | Deutschland            |
| Högspänningen     | Liseberg                     | 2013          |             | Schweden               |
| unbekannt         | Universal Kids Resort        | 2026 (im Bau) |             | Vereinigte Staaten     |

## Galerie

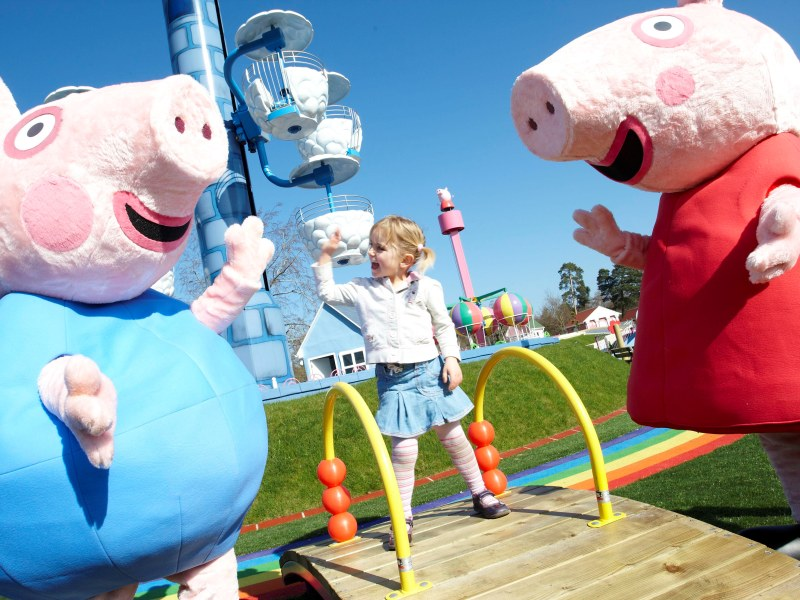
Windy Castle Ride in Paultons Park
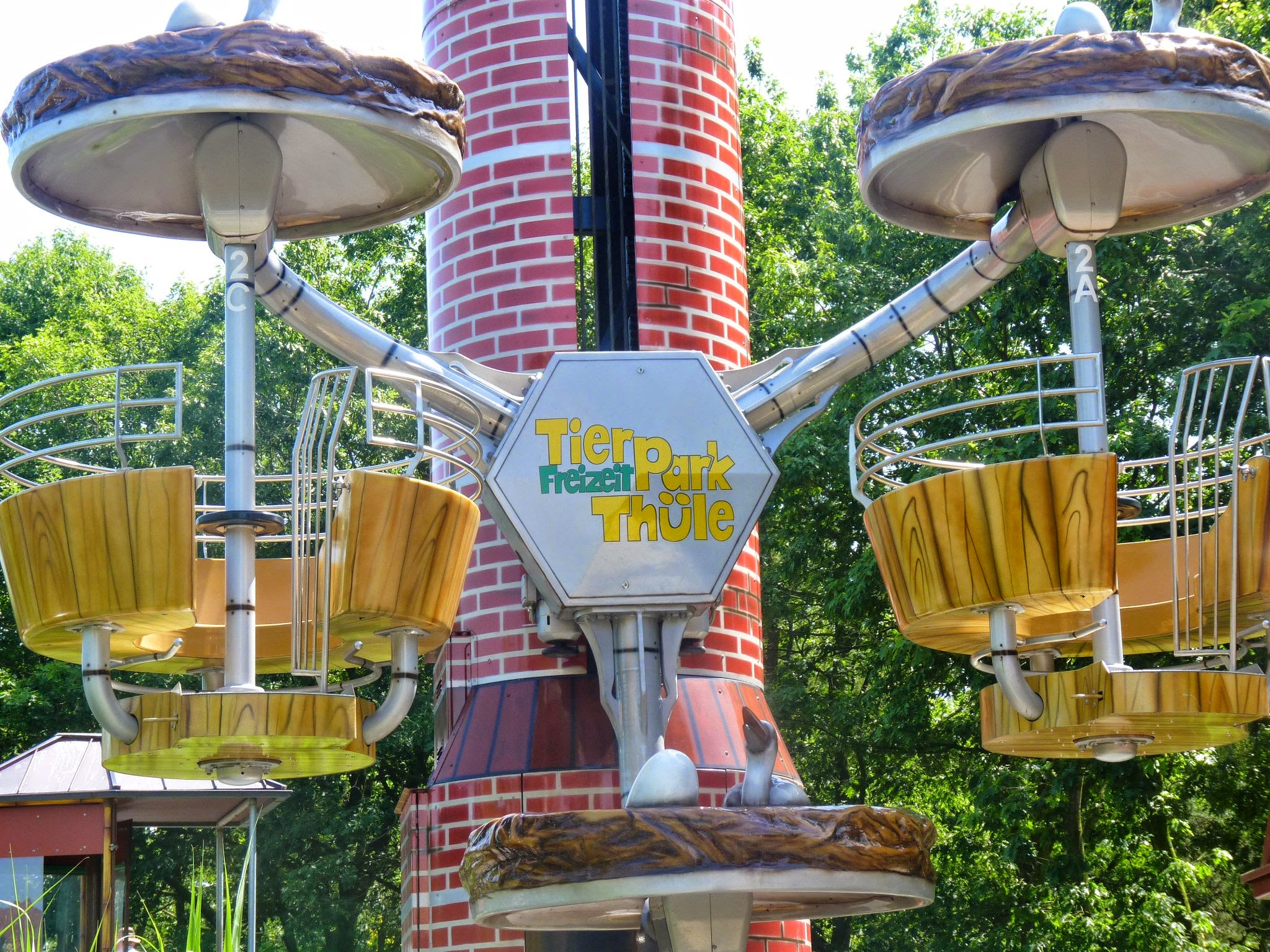
Gondeln des Storchenturms in Tier- und Freizeitpark Thüle
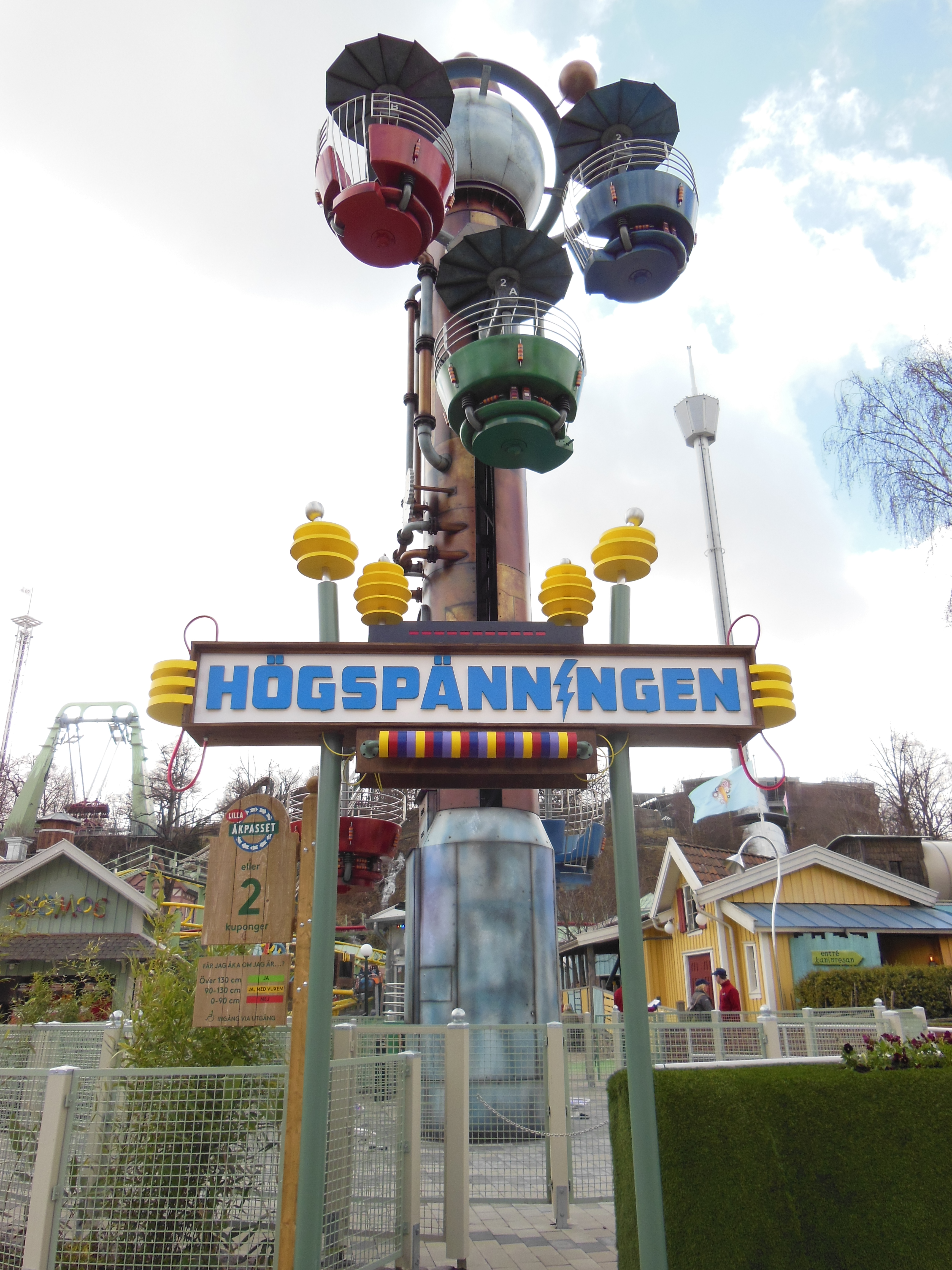
Högspänningen in Liseberg 2013

## Auszeichnung
2005 Erhiehlt der Hersteller sowie die Anlage Twist & Turn (Wirbelbaum) in Toverland Platz 1 in der Kategorie als beste Neuheit 2004 vom FKF-Award.